# История почты и почтовых марок Гренландии
История почты и почтовых марок Гренландии охватывает домарочный, ранний (с 1905 по 1938 год) и современный периоды. С 1938 года в Гренландии стали выходить собственные почтовые марки.

## Развитие почты

### Домарочный период
Считается, что начало почтовой связи Гренландии с внешним миром было положено норвежским миссионером Хансом Эгеде, отправившим после высадки на остров в мае 1721 года послание королю Дании Фредерику IV с предложением колонизации этой территории. В 1774 году была образована «Королевская Гренландская торговая компания» (КГХ; дат. Kongelige Grønlandske Handel). Именно её головная контора в Копенгагене помогла организовать почтовую службу между Данией и Гренландией. Согласно первой официальной инструкции об организации почтовой связи на острове, изданной в 1873 году Директоратом гренландской торговли, почта отправлялась в Данию три раза в год — весной, летом и осенью. Фактически из-за суровых условий зачастую адресаты получали корреспонденцию один раз в год.
До 1905 года письма и на самом острове и корреспонденция КГХ в Копенгаген доставлялась бесплатно. Почтовый сбор взимался лишь в том случае, если адресатом было лицо, не имеющее отношение к компании. В этом случае почтовые отправления франкировались датскими марками, распространявшимися через магазины и конторы КГХ. На корреспонденцию с острова в копенгагенской конторе компании проставлялось транзитное обозначение (каше). Самое раннее зарегистрировано на конверте, погашенном в Копенгагене 6 марта 1880 года. С изменением названия головной конторы менялись и транзитные пометки. До 1902 года каше проставлялось на лицевой стороне конверта и оборотной стороне почтовой карточки.

### Последующее развитие
Возрастающий объём корреспонденции, потребности в выпуске гренландских марок для покрытия финансовых расходов и необходимость упорядочения почтовой службы на острове создали предпосылки для создания в 1937 году самостоятельного почтового ведомства Гренландии. В том же году оно было принято во Всемирный почтовый союз, а 17 сентября 1938 года получило право на пересылку и оплату всех почтовых отправлений, а также выпуск собственных марок. Было создано 20 почтовых отделений в наиболее крупных населённых пунктах. Все они были снабжены календарными штемпелями.
Бесплатная пересылка почтовых отправлений за пределы Гренландии была отменена. Почтовые тарифы для корреспонденции в Данию определялись гренландскими властями, а для международной корреспонденции были идентичны датским. Корреспонденция внутри Гренландии до 20 мая 1959 года (по другим данным до 1 июня 1958 года) не оплачивалась.

## Выпуски почтовых марок

### Ранний период

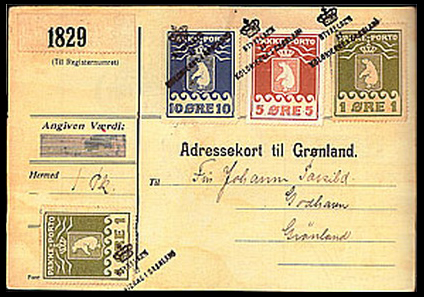
Адрессекорт, франкированный посылочными марками Гренландии

В 1905 году (по другим данным в 1904 году) Директорат по управлению колониями принял решение о введении оплаты за пересылку посылок и бандеролей между Копенгагеном и Гренландией. Для оплаты этих отправлений в июле 1905 года были введены специальные посылочные марки («Pakke-porto») достоинством 1, 5 и 10 эре соответственно зелёно-оливкового, коричневого и синего цвета. Мотивом для рисунка послужил герб Гренландии — поднявшийся на задних лапах белый медведь. Этот рисунок оставался неизменным и в последующих эмиссиях Гренландии, которые были осуществлены в 1915 и 1930 годах.
Все посылки на остров отправлялись по почте или сдавались лично через копенгагенскую контору КГХ для доставки. Каждую посылку сопровождал специальный документ — адрессебрев (Adressebrev), или адрессекорт (Adressekort), как он стал называться позднее, — почтовая карточка с адресом, на которую наклеивалась посылочная марка. При отправлении посылки с острова, посылочные марки наклеивались на обёрточную бумагу и гасились в Гренландии.
Посылочные марки Гренландии выпускались до 1937 года. Они употреблялись также в качестве налоговых, однако использовать их для франкирования писем было запрещено.

### Современный период
30 ноября 1938 года посылочные марки были изъяты из обращения, а 1 декабря того же года поступили в обращение первые почтовые марки Гренландии. Серия состояла из пяти миниатюр с портретом датского короля Кристиана X и двух с изображением белого медведя. На марках была надпись «Grønland. Kgl. post» («Гренландия. Королевская почта»); они были отпечатаны в Копенгагене.

Почтовая марка Гренландии с надпечаткой в честь освобождения Дании, 1945

В период Второй мировой войны отдельные пункты Гренландии были оккупированы немецкими войсками. Датская колониальная администрация переехала в США. К 1944 году запасы выпущенных в 1938 году гренландских марок были на исходе, поэтому представительство Гренландии в США заказало в типографии American Bank Note Company новую серию из девяти марок  (Mi #8—16). Она поступила в обращение 1 февраля 1945 года и использовалась как на острове, так и в Гренландском отделе консульства Дании в Нью-Йорке. Вскоре, в ознаменовании освобождения Дании на части тиража была сделана надпечатка «Danmark / befriet / 5 Maj 1945» (Дания освобождена 5 мая 1945). Существуют различные типы надпечаток, а также перевернутые надпечатки.
В 1950 году впервые использовался штемпель первого дня.
Первая почтово-благотворительная марка, посвящённая борьбе против туберкулёза, вышла в мае 1958 года. Она представляла собой надпечатку нового номинала и креста на марке 1950 года. Первая коммеморативная марка вышла в ноябре 1958 года. Она была посвящена 200-летию со дня смерти Ханса Эгеде.
11 марта 1969 года почтовое ведомство Гренландии выпустило в обращение марку, посвящённую 70-летнему юбилею короля Дании Фредерика IX, на которой впервые название страны было обозначено на двух языках — датском и гренландском. До этого эскимосское название страны — «Kalatdlit Nunat», было использовано на марке, изданной 26 ноября 1964 года в честь 150-летия со дня рождения Самуила Клейншмидта — составителя первого словаря эскимосского языка. С 1 мая того же года все почтовые штемпеля, используемые в Гренландии, двуязычные.
В январе 1987 года гренландская почта выпустила первый почтовый блок, посвящённый Международной филателистической выставке «Хафния-87», проходившей в Копенгагене.
17 августа 2009 года в Гренландии вышли первые автоматные марки. Серия состояла из четырёх миниатюр с забавными сюжетами на тему писем и почты, автором которых был гренландский художник Kunuk Platou. Первый автомат по продаже марок был установлен в Нууке.
Гренландское почтовое отделение в Копенгагене имеет свои штемпеля, которыми гасятся марки, случайно оказавшиеся непогашенными в Гренландии. Ими также гасят датские марки, если письма в Гренландию сдают непосредственно в отделении.

## Местные и частные выпуски

### Выпуск Туле
В 1935 году в округе (инспекторате) Туле (центр — посёлок Туле) в связи с большими расходами на транспортную связь, датская колониальная администрация учредила оплату всех почтовых отправлений между Туле и Копенгагеном. 6 июля того же года для их франкировки была выпущена специальная серия из четырёх марок в честь 25-летия основания посёлка Туле с надписью «Thule». На миниатюрах были изображены следующие сюжеты: портрет Расмуссена Кнуда, основателя колонии Туле; датский флаг на горе Туле; моржи и мыс Йорк. В 1936 году серия была дополнена ещё одной маркой с изображением церкви в Туле.
| Почтовые марки Туле (1935) | Почтовые марки Туле (1935) | Почтовые марки Туле (1935) |
| -------------------------- | -------------------------- | -------------------------- |
|                            |                            |                            |
| Расмуссен Кнуд (Mi #1)     | Флаг Дании (Mi #2)         | Моржи (Mi #4)              |

|                        |                  |
| Церковь в Туле (Mi #3) | Мыс Йорк (Mi #5) |

### Прочие выпуски
Ивигтут

Новодел марки Р. Кента для Уумманнака

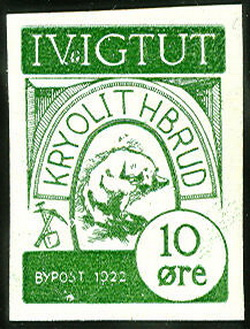
Марка местной почты в Ивигтуте (1922)

В 1922 году в городе Ивигтут (находился в юго-западной части Гренландии, ныне заброшен) для местной почтовой связи была выпущена марка зелёного цвета номиналом в 10 эре с изображением белого медведя и надписью «Ivigtut. Kryolith Brud. Bypost 1922» («Ивигтут. Криолитовая разработка. Местная почта 1922»).
Уумманнак
В 1933 году для экспедиции немецкого режиссёра доктора Арнольда Франка (нем. Arnold Fanck), работавшей в Западной Гренландии над фильмом «SOS Айсберг», была организована авиапочта, отправляемая из Уумманнака. Для неё выпустили неофициальную марку номиналом в 10 эре с изображением голубя с письмом в клюве, летящего над арктическим пейзажем и надписью «1 Grönlandske Luftpost» («1-я гренландская авиапочта»). Автором рисунка был известный американский художник и писатель Рокуэлл Кент, участвовавший в экспедиции. Способом ксилографии он изготовил 75 миниатюр. Впервые марку Кента использовали 15 июня. Вскоре после этого датская почта наложила на них запрет. На сегодняшний день известны всего два негашёных экземпляра и одна марка на письме, гашёная красным овальным штемпелем без даты, вместе с датской маркой в 10 эре, гашёной механическим штемпелем Копенгагена. Официальные авиапочтовые марки почта Гренландии не издавала. По возвращении Рокуэлла Кента в США в Нью-Йорке им были изготовлены с оригинального клише ещё 200 марок. В отличие от миниатюр, изданных в Гренландии, американские новоделы были отпечатаны на более тонкой бумаге. Тени айсберга изображены чётко, в виде непрерывной линии, в то время как на оригинальных марках тени отображены в виде точек.

## Художники марок
Наиболее известным автором гренландских марок является Йенс Росинг (Jens Rosing; 1925—2008), создавший более 130 эскизов почтовых марок.

## Филателистические издания
Специально для коллекционеров марок Гренландии почтовым ведомством острова три раза в год издаётся филателистический журнал «Greenland Collector» на английском языке.